# Капарелли, Роберто
Робе́рто Капаре́лли (исп. Roberto Caparelli, 18 ноября 1921 — дата смерти неизвестна) — боливийский футболист, нападающий, участник чемпионата мира 1950 года.

## Карьера

### Клубная
Роберто Капарелли играл за клуб «Литораль» из столицы Боливии.

### В сборной
В составе сборной принял участие в чемпионате мира 1950 года в Бразилии, сыграл всего один матч против Уругвая, в котором боливийцы уступили 0:8.